# Minowa (Nagano)
Minowa (箕輪町 Minowa-machi?) es un pueblo en la prefectura de Nagano, Japón, localizado en la parte central de la isla de Honshū, en la región de Chūbu. El 1 de marzo de 2021 tenía una población estimada de 24 887 habitantes y una densidad de población de 289 personas por km².

## Geografía
Minowa se encuentra en el valle de Ina, en el centro-sur de la prefectura de Nagano, bordeado por las montañas Kiso al norte. Es atravesado por el río Tenryū.

## Historia
El área de Minowa era parte de la antigua provincia de Shinano durante el período Edo. Las villas de Nakaminowa, Minowa e Higashiminowa fueron establecidas el 1 de abril de 1889. Nakaminowa fue elevado al estatus de pueblo el 3 de noviembre de 1948 y se fusionó con Minowa y Higashiminowa para formar el actual  Minowa el 1 de enero de 1955.

## Demografía
Según los datos del censo japonés, la población de Minowa ha aumentado en los últimos 40 años.
| Gráfica de evolución demográfica de Minowa entre 1940 y 2015 |
|                                                              |
| Oficina de Estadística de Japón                              |